# Episodi di Il commissario Köster (prima stagione)
La prima stagione della serie televisiva Il commissario Köster è stata trasmessa in prima visione negli Germania da ZDF dall'11 aprile 1977.
| n. | Titolo originale            | Titolo italiano     | Prima TV Germania | Prima TV Italia |
| -- | --------------------------- | ------------------- | ----------------- | --------------- |
| 1  | Die Dienstreise             | Viaggio di lavoro   | 11 aprile 1977    |                 |
| 2  | Jack Braun                  | Jack Braun          | 17 aprile 1977    |                 |
| 3  | Der Alte schlägt zweimal zu | [Inedito in Italia] | 1 maggio 1977     |                 |
| 4  | Toccata und Fuge            | Toccata e fuga      | 15 maggio 1977    | 1º agosto 1986  |
| 5  | Zwei Mörder                 | I due assassini     | 26 giugno 1977    | 13 giugno 1986  |
| 6  | Blütenträume                | Sogni svaniti       | 24 luglio 1977    |                 |
| 7  | Konkurs                     | Fallimento          | 4 settembre 1977  | 27 giugno 1986  |
| 8  | Lohngeld                    | Il salario          | 2 ottobre 1977    | 4 luglio 1986   |
| 9  | Verena und Annabelle        | Verena e Annabelle  | 27 novembre 1977  |                 |

## Viaggio di lavoro
- Titolo originale: Die Dienstreise
- Diretto da: Johannes Schaaf
- Scritto da: Oliver Storz, Jochen Wedegärtner
- Interpreti: Siegfried Lowitz - Erwin Köster, Michael Ande - Gerd Heymann, Henning Schlüter - Franz Millinger, Jan Hendriks - Martin Brenner, Hans Brenner - Klaus Rott, Wolfgang Reichmann - Gala Teretti, Susanne Uhlen - Katja Ewers, Gert Haucke - Rudi Stallmann, Katharina Seyferth - Walburga, Xenia Pörtner - Anna Gautier, Wolfgang Wahl - poliziotto commando, Ralf Wolter - Josef Kriegl, Helmut Pick - poliziotto, Herbert Prikopa - autista bus, Uwe Dallmeier - affittacamere, Maria Singer - moglie affittacamere, Iris Berben - Annemarie, Helmut Brasch, Doris Schimansky

### Trama
Il commissario interviene in un caso di rapina a una banca di Monaco. Inizia un viaggio assieme al rapinatore che vuole fuggire dalla Polizia.

## Jack Braun
- Titolo originale: Jack Braun
- Diretto da: Wolfgang Becker
- Scritto da: Peter Berneis, Karl Heinz Willschrei
- Interpreti: Siegfried Lowitz - Erwin Köster, Michael Ande - Gerd Heymann, Henning Schlüter - Franz Millinger, Jan Hendriks - Martin Brenner, Peter Bollag - Jack Braun, Peter Pasetti - Dr. Margolis, Karl Renar - Hans Kraus, Günther Maria Halmer - Peter Engel, Udo Thomer - Beier, Hans Beerhenke - Paul Dieckmann, Ursula Grabley - Gerda Maurer, Xenia Pörtner - Anna Gautier, Caroline Mahler, Hermann Günther, Margot Mahler - Frl. Berger, Helmut Pick - Schultze

### Trama
Il commissario indaga sull'omicidio di un uomo investito da un'auto in una via di Monaco.

### Colonna sonora
- Supertramp, Crime of the Century

## Der Alte schlägt zweimal zu
- Titolo originale: Der Alte schlägt zweimal zu
- Diretto da: José Giovanni
- Scritto da: José Giovanni
- Interpreti: Siegfried Lowitz - Erwin Köster, Michael Ande - Gerd Heymann, Henning Schlüter - Franz Millinger, Jan Hendriks - Martin Brenner, Luminița Iacobescu - Vanessa, Michel Robin - Eric Finberg, Eleonore Noelle - Frau Finberg, Brigitte Horney - Mutter Finberg, Uli Steigberg, Harald von Koeppelle - fabbricante materassi, Bert Laurin, Peter Montis, Evelyn Palek, Claudius Seth, Michel Jacot

### Trama
Il commissario indaga sull'omicidio di una donna, la moglie di un titolare di azienda di trasporti che in collaborazione con l'amante uccide la consorte.

## Toccata e fuga
- Titolo originale: Toccata und Fuge
- Diretto da: Wolfgang Becker
- Scritto da: Peter Berneis, Karl Heinz Willschrei
- Interpreti: Siegfried Lowitz - Erwin Köster, Michael Ande - Gerd Heymann, Henning Schlüter - Franz Millinger, Jan Hendriks - Martin Brenner, Heidelinde Weis - Tina Colucci, Harry Meyen - Frank Brack, Wolfgang Gasser - Toni Rautenstrauch, Peter Fricke - Rolf Meisel, Gracia-Maria Kaus - Madeleine Manchot, Eva Christian - Sylvia Dressler, Hanne Wieder - Gertrud Kaminsky, Xenia Pörtner - Anna Gautier, Michael Maien - Francesco Colucci, Curt Bois - gioielliere Nathan, Claus Bantzer - organista, Gustl Weishappel

### Trama
Il commissario indaga sull'omicidio di una donna italiana, Anna Colucci, uccisa su un treno Trieste-Monaco.

### Colonna sonora
- Johann Sebastian Bach, Toccata e fuga in Re minore e altri pezzi interpretati da Claus Bantzer
- Mortimer Shuman, Sorrow
- Gerry Mulligan, Lullaby de Mexico
- The Lords, Greensleeves

## I due assassini
- Titolo originale: Zwei Mörder
- Diretto da: Alfred Vohrer
- Scritto da: Karl Heinz Willschrei
- Interpreti: Siegfried Lowitz - Erwin Köster, Michael Ande - Gerd Heymann, Henning Schlüter - Franz Millinger, Jan Hendriks - Martin Brenner, Vadim Glowna - Gustav Peukert, Christine Wodetzky - Hanni Peukert, Judy Winter - Gabriela Sartorius, Hans Caninenberg - Dr. Sartorius, Christian Reiner - Peter Sartorius, Xenia Pörtner - Anna Gautier, Günther Ungeheuer - Herr Glauber, Friedrich G. Beckhaus, Friedrich Karl Grund - bancario, Renate Grosser - infermiera, Karl Schaidler - Lilian Rack, Oliver Domnick, Hannes Gromball, Gaby Herbst - infermiera

### Trama
Il commissario indaga sull'omicidio di una ragazza in un appartamento, l'assassino presunto chiama lui stesso la Polizia. Ma c'è un altro giovane che si autoaccusa dell'omicidio.

### Colonna sonora
- Arthur Fiedler, Concerto di Varsavia

## Sogni svaniti
- Titolo originale: Blütenträume
- Diretto da: Alfred Vohrer
- Scritto da: Karl Heinz Willschrei
- Interpreti: Siegfried Lowitz - Erwin Köster, Michael Ande - Gerd Heymann, Henning Schlüter - Franz Millinger, Jan Hendriks - Martin Brenner, Luitgard Im - Marie Sandtner, Günther Ungeheuer - Hasso Sandtner, Thomas Astan - Toni Wiener, Xenia Pörtner - Anna Gautier, Helen Vita - Konstanze, Jan Groth - Otto, Wolfrid Lier - Schorschi, Walter Ladengast - Rolf, Hans Jakob - Schlucki, Dietrich Frauboes - Münzer, Günter W. Schünemann - Gernot, Peter Böhlke - Herr von Pattenberg, Günter Clemens - poliziotto, Lilian Rack

### Trama
Il commissario indaga sull'omicidio di un alcolizzato ritrovato lungo il fiume Isar.

### Colonna sonora
- Neil Diamond, The Odyssey

## Fallimento
- Titolo originale: Konkurs
- Diretto da: Alfred Weidenmann
- Scritto da: Karl Heinz Willschrei
- Interpreti: Siegfried Lowitz - Erwin Köster, Michael Ande - Gerd Heymann, Henning Schlüter - Franz Millinger, Jan Hendriks - Martin Brenner, Dirk Galuba - Walter Müller, Christiane Kruger - Eva Müller, O.E. Hasse - Konsul Karst, Simone Rethel - segretaria, Karl-Heinz Thomas, Sky du Mont - segretario, Max Grießer - poliziotto, Gerhart Lippert - poliziotto, Otto Stern, Günter W. Schünemann, Peter Gebhart - poliziotto, Jürgen Rehmann, Thomas Fischer

### Trama
L'indagine del commissario è attorno alla scomparsa di una donna, legata a un bancarottiere, un rapimento che poi si rivelerà fasullo.

## Il salario
- Titolo originale: Lohngeld
- Diretto da: Dietrich Haugk
- Scritto da: Herbert Lichtenfeld
- Interpreti: Siegfried Lowitz - Erwin Köster, Michael Ande - Gerd Heymann, Henning Schlüter - Franz Millinger, Jan Hendriks - Martin Brenner, Sigmar Solbach - Helmut Staufen, Brigitta Furgler - Eva Ströbel, Karl Lieffen - August Ströbel, Klaus Dierig - procuratore Brock, Frithjof Vierock - Klaus Popp, Xenia Pörtner - Anna Gautier, Elia Zimmermann - Fräulein Straub, Horst Sachtleben - Stark, Michael Gahr - Beil, Willy Friedrichs - Baltus, Panos Papadopulos - Drakowicz, Walter Riss

### Trama
Il commissario indaga sull'omicidio di un uomo a seguito di una rapina a un impiegato di un'azienda edile.

### Colonna sonora
- Ricky King, Verde

## Verena e Annabelle
- Titolo originale: Verena und Annabelle
- Diretto da: Alfred Vohrer
- Scritto da: Karl Heinz Willschrei
- Interpreti: Siegfried Lowitz - Erwin Köster, Michael Ande - Gerd Heymann, Henning Schlüter - Franz Millinger, Krista Keller - Verena e Annabelle, Werner Pochath - Harry Fuchs, Paul Hoffmann - Yves Moldau, Heinz Drache - Walter Preus, Günther Tabor - psichiatra, Max Strecker - armaiolo, Thomas Braut - taxista, Michael Berger, Alf Marholm, Claus Richt, Enzi Fuchs - Putzfrau Anna Koch, Gunter Ziegler, Mathias Eysen, Hannes Gromball

### Trama
Una donna viene avvelenata e il commissario indagherà sul tentato omicidio.

### Colonna sonora
- Johann Sebastian Bach, Wachet auf, ruft uns die Stimme
- The McKinleys, Stranger On The Shore
- The Johanna Group, Hors Phase